# Nozomi Kobayashi
Nozomi Kobayashi (jap. 小林希 Nozomi Kobayashi; ur. 14 sierpnia 1966) - japoński zapaśnik w stylu klasycznym. Srebrny medal na mistrzostwach Azji w 1987. Piąty na igrzyskach azjatyckich w 1990 roku.